# الصرخة (لوحة)
الصرخة (بالنرويجية Skrik) الصرخة هو الاسم الشائع الذي يطلق على أحد أكثر الأعمال الفنية شهرة للفنان التعبيري النرويجي إدفارت مونك رسمها في عام 1893. كان العنوان الألماني الأصلي الذي أطلقه عليها مونك هو صرخة الطبيعة (Der Schrei der Natur) والعنوان النرويجي هو صرخة (Skrik) أصبح الوجه المتألم في اللوحة أحد أكثر الصور الفنية شهرة، حيث يُنظر إليه على أنه يرمز إلى القلق بشأن الحالة الإنسانية.
رسم مونك اللوحة بعد تجربة نفسية مر بها وكتبها في مذكراته "كنت أسير في الطريق مع صديقين لي ثم غربت الشمس، فشعرت بمسحة من الكآبة، وفجأة أصبحت السماء حمراء بلون الدم، فتوقفت وانحنيت على سياج بجانب الطريق وقد غلبني إرهاق لا يوصف، ثم نظرت إلى السحب الملتهبة المعلقة مثل دم وسيف فوق جرف البحر الأزرق المائل إلى السواد في المدينة، استمر صديقاي في سيرهما، لكنني توقفت هناك ارتعش من الخوف، ثم سمعت صرخة تتردد في الطبيعة بلا نهاية "حدد الباحثون المكان الذي ظهرت بعض معالمه في اللوحة، وهو خليج أوسلو الواقع في أوسلو جنوب شرقيّ النرويج".

## النُسخ
رسم إدفارت مونك أربعة نسخ من اللوحة ذاتها، نسختين بالألوان ونسختين بالباستيل، النسخة الأولى بالألوان ضمن مجموعة المتحف الوطني للنرويج في أوسلو، والنسخة الثانية والرابعة ضمن مجموعة متحف مونك، والثالثة - أحد النسختين المرسومة بالباستيل- فإنه تم بيعها في 2012 بمبلغ 120 مليون دولار تقريبا لرجل الأعمال الأمريكي ليون بلاك، في مزاد سوثبي للفن الانطباعي والحديث.
تاريخ النسخ الأربعة
- النسخة الأولى - 1893.
- النسخة الثانية - 1893.
- النسخة الثالثة - 1895.
- النسخة الرابعة - 1910.

## السرقات

### سرقة 1994
في الثاني عشر من فبراير 1994، يوم افتتاح دورة الألعاب الأولمبية في مدينة ليلهامر النرويجية، اقتحم رجلان المتحف الوطني بأوسلو وسرقا أحد نسخ (الصرخة)، تاركين خلفهما ملاحظة مكتوب عليها «شكرا لسوء الأمن»، وفي شهر مايو من العام نفسه عثرت الشرطة النرويجية بالتعاون مع الشرطة البريطانية على اللوحة وهي سليمة تماما، وفي مطلع عام 1996 أُدين أربعة رجال تورطوا بالسرقة، أحدهم كان بول إنجر الذي سبق أن أدين بسرقة لوحة مصاص الدماء لمونك في عام 1988.

### سرقة 2004
في الثاني والعشرون من أغسطس 2004، سُرقت نسخة 1910 في وضح النهار، عندما اقتحم مسلحون ملثمون متحف مونك وسرقوا اللوحة بالإضافة إلى لوحة مادونا، وفي الأول من يونيو من عام 2005، وبعد القبض على أربعة من المشتبه بهم، أعلنت الشرطة النرويجية عن مكافأة قدرها مليوني كرونة نرويجية (أي ما يعادل 313 ألف دولار أمريكي) لمن يقدم معلومات يمكن أن تساعد في العثور على اللوحتين. وفي أوائل عام 2006، وعلى الرغم من أن اللوحات كانت لا تزال مفقودة، حُوكم ستة رجال متهمين بالتخطيط للسرقة والمشاركة فيها، ثلاثة منهم حكم عليهم بالسجن لمدة تتراوح ما بين 4 إلى 8 أعوام، واثنان أُلزموا بدفع تعويض قدره 750 مليون كرونر إلى مدينة أوسلو، وتم إغلاق المتحف لمدة عشرة أشهر للإصلاحات الأمنية.
أعلنت الشرطة النرويجية في 31 أغسطس 2006 عن عثورها على اللوحتين دون الكشف عن التفاصيل، وصرح رئيس الشرطة أنهما اللوحتين الأصليتين، وأن الأضرار التي لحقت بهما أقل من المتوقع، وأنه يسهل إصلاحهما، فلوحة الصرخة تضررت من الزاوية السفلية بسبب الرطوبة، واللوحة الثانية اخترقتها فتحتين على ذراع مادونا، وهي أضرار تم عرضها لمدة خمسة أيام في المعرض قبل إصلاحها وترميمها.

## أهمية اللوحة
تعتبر هذه اللوحة التعبيرية«تجسيداً حديثاً للقلق» وقد بيعت عند عرضها في المزاد في مايو 2012 ب 119 مليون دولار.ويقول يورون كريستوفرسن الناطق باسم متحف مونش إن لوحة الصرخة عمل فني لا يقدر بثمن وهي تمثل رجلاً يعكس وجهه مشاعر الرعب واقفاً على جسر وهو يمسك رأسه بيديه ويطلق صرخة، على خلفية من الأشكال المتماوجة وتدرجات اللون الأحمر الصارخة. لقد أنتج إدفارت مونك أيقونة الذعر الوجودي في تأمل عواقب موت الإله النيتشوي، والمسؤولية اللاحقة التي ألقيت على كاهل الإنسان -الأوروبي- في إيجاد مغزى ومعنى للحياة.

## تفاصيل اللوحة
" الصرخة هي أشهر أعمال الفنان إدفارد مونش. وقد اكتسبت هذه اللوحة، رغم بساطتها الظاهرية، شعبية كاسحة خاصة منذ نهاية الحرب العالمية الثانية.ربما يعود سبب شهرة هذه اللوحة إلى شحنة الدراما المكثفة فيها والخوف الوجودي الذي تجسده.
في الجزء الأمامي من اللوحة نرى طريق سكة حديد، وعبر الطريق نرى شخصاً يرفع يديه بمحاذاة رأسه بينما تبدو عيناه محدقتين بهلع وفمه يصرخ. وفي الخلفية يبدو شخصان يعتمران قبعتين، وخلفهما منظر طبيعي من التلال.
كتب إدفارد مونش في مذكراته الأدبية شارحاً ظروف رسمه لهذه اللوحة:
«كنت أمشي في الطريق بصحبة صديقين، وكانت الشمس تميل نحو الغروب، عندما غمرني شعور مباغت بالحزن والكآبة. وفجأة تحولت السماء إلى لون أحمر بلون الدم. توقفت وأسندت ظهري إلى القضبان الحديدية من فرط إحساسي بالإنهاك والتعب.واصل الصديقان مشيهما ووقفت هناك أرتجف من شدة الخوف الذي لا أدري سببه أو مصدره. وفجأة سمعت صوت صرخة عظيمة تردد صداها طويلاً عبر الطبيعة المجاورة.»
عندما يتذكر مؤرخو الفن إدفارد مونش فإنهم يتذكرونه بسبب هذه اللوحة بالذات، ربما لأنها لا تصور حادثة أو منظراً طبيعياً، وإنما حالة ذهنية. الدراما في اللوحة داخلية، مع أن الموضوع مرتبط بقوة بطبوغرافية أوسلو مدينة الفنان.
المنظر الطبيعي المسائي يتحول إلى إيقاع تجريدي من الخطوط المتموجة، والخط الحديدي المتجه نحو الداخل يكثف الإحساس بالجو المزعج في اللوحة.
لوحة الصرخة لإدفارد مونش تحولت منذ ظهورها في العام 1893 إلى موضوع لقصائد الشعراء وصرعات المصممين، رغم أن للفنان لوحات أفضل منها وأقل سوداوية وتشاؤماً ! "

## مقاربة نفسية للوحة
ويقول الدكتور شاكر عبد الحميد في كتابه عصر الصورة الصادر عن سلسلة عالم المعرفة 311 يناير 2005 «إن لوحة الصرخة الشهيرة لإدفار مونش مثلاً التي رسمها عام 1893، قد وجهت لتصوير ذلك الألم الخاص بالحياة الحديثة، وقد أصبحت أيقونة دالة على العصاب والخوف الإنساني. في اللوحة الأصلية تخلق السماء الحمراء شعوراً كلياً بالقلق والخوف وتكون الشخصية المحورية فيها أشبه بالتجسيد الشبحي للقلق. ومثلها مثل كثير غيرها من اللوحات الشهيرة فقد تم نسخ الصرخة وإعادة إنتاجها في بطاقات بريد وملصقات إعلانية وبطاقات أعياد الميلاد وسلاسل مفاتيح، واستخدمت كذلك كإطار دلالة في فيلم سينمائي سمي الصرخة ظهر عام 1996 وتجسدت اللوحة في أقنعة بعض الشخصيات في الفيلم، حيث كان القاتل يرتدي قناعاً مستلهماً منها. الجدير بالذكر أن هذه اللوحة التي وصل ثمنها إلى مئة وعشرين مليون دولار قد سرقت من متحف مدينة أوسلو في النرويج خلال شهر أغسطس 2004 على رغم وجود كاميرات تصوير متعددة ضد السرقة داخل المتحف وخارجه».

## تفسيرات اللوحة
وتتعدد تفسيرات اللوحات بتعدد المشاهدين، كل يرى شيئاً قد يكون مختلفاً ولكن يبقى المعنى العام لأية لوحة ولهذه اللوحة محدداً بمكوناتها الأساسية حيث تبرز هنا معاني الرعب والخوف الشديد والألم النفسي والوحدة بشكل مكثف وإبداعي ومؤثر، فالوجه قد استطال وتشوه من شدة الخوف وملامح الوجه مطموسة نسبياً كالعينين والحاجبين والأنف وأما الفم فهو مفتوح ويصرخ والعينان شاخصتان بشكل مبالغ فيه واليدان تغطيان الأذنين وبالطبع فإن وجود الشخصين القادمين يمكن أن يحمل أكثر من معنى والجسر المرتفع والهاوية تحته كذلك، وأما السماء والطبيعة المحيطة والألوان الصارخة والقوية والداكنة فهي تضفي أجواء خاصة كابوسية وغريبة، ومن المثير في شرح الفنان للصورة في مذكراته «أنه سمع صرخة مدوية لها صدى بعد أن انتابه خوف شديد وشعور بالحزن وتغير في لون السماء إلى اللون الأحمر...» وكل ذلك يشبه تجربة ذهانية حادة وقصيرة ولاندري هل هذه صرخة كونية من السماء؟ أم من أعماق النفس البشرية؟ أم أنها مزيج منهما معاً؟وهل كل هذا الرعب بسبب الصرخة التي سمعها فأطلق صرخة رعب دفاعية هو أيضاً؟ والمهم أن الفنان استطاع أن يبدع هذه اللوحة مهما كانت التفاصيل والتفسيرات والغموض الذي يحيط بها.

## معرض صور

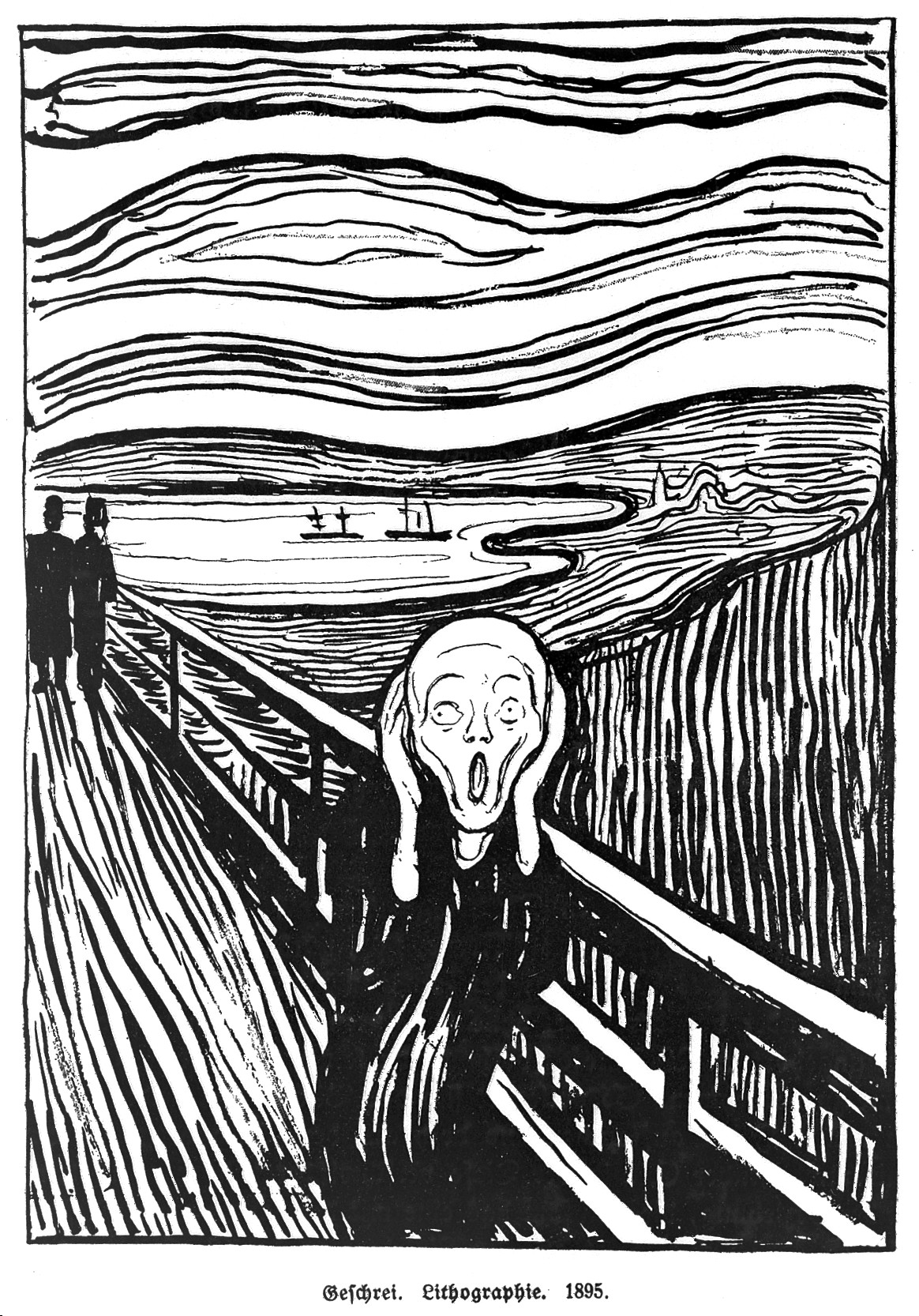
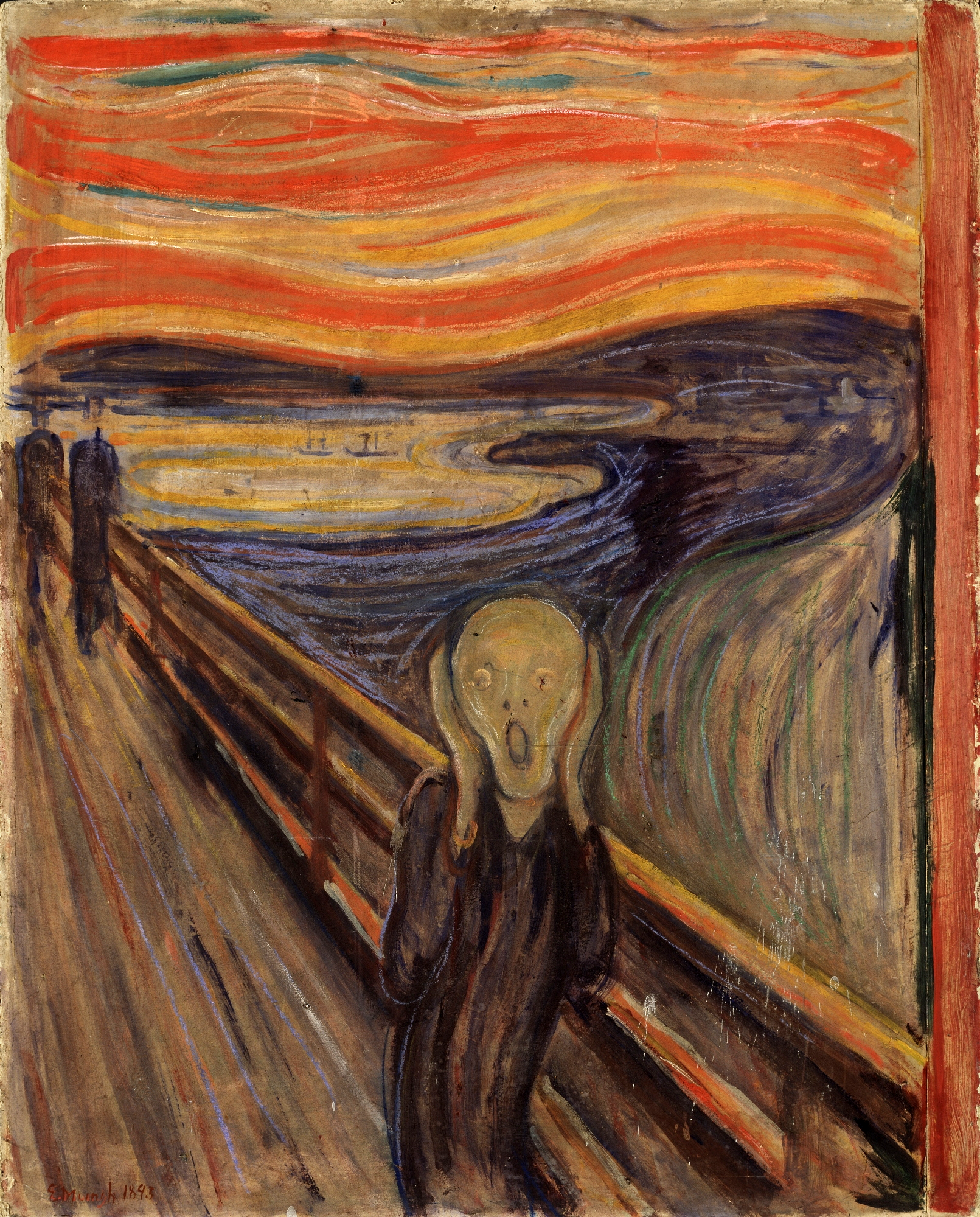
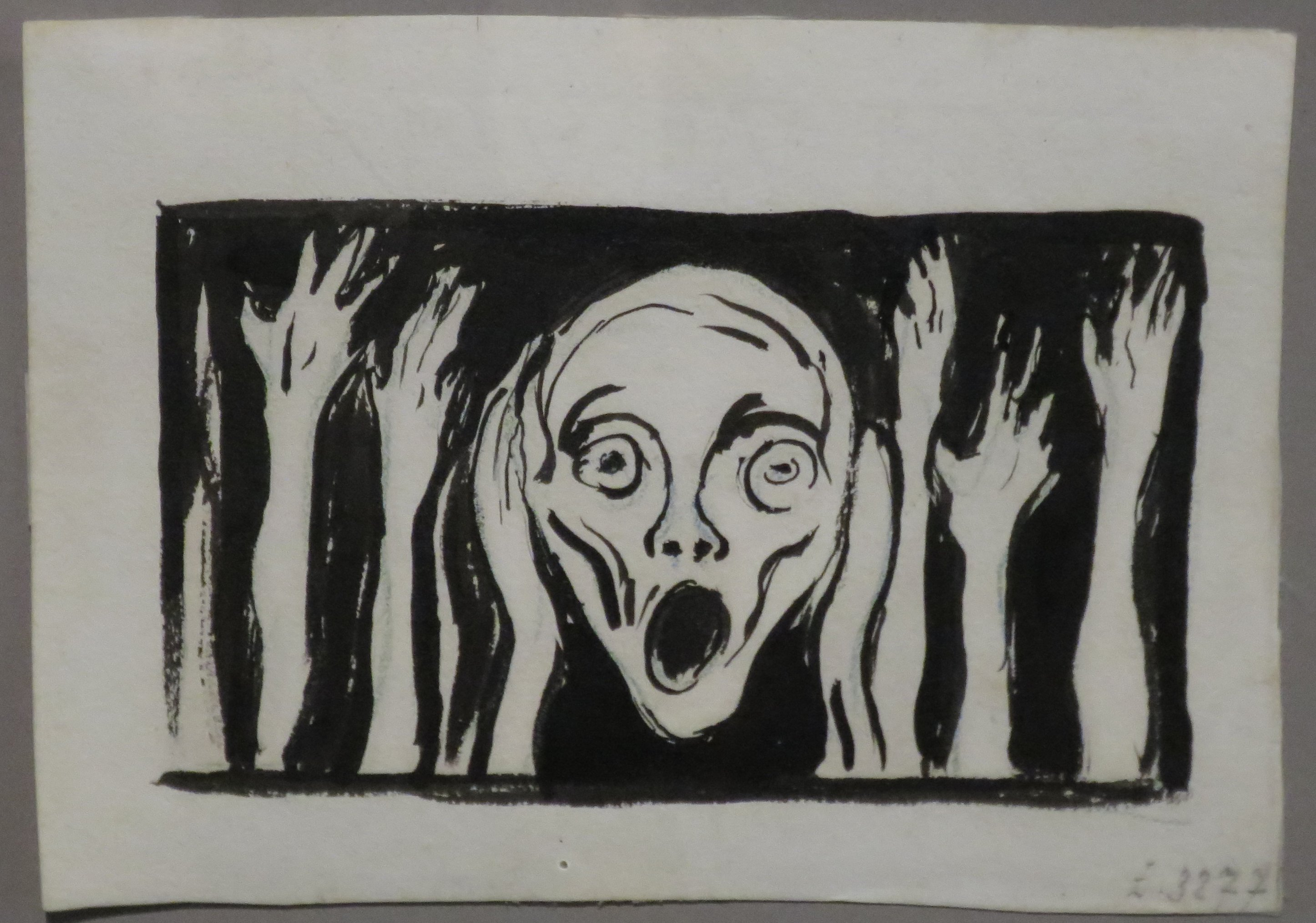
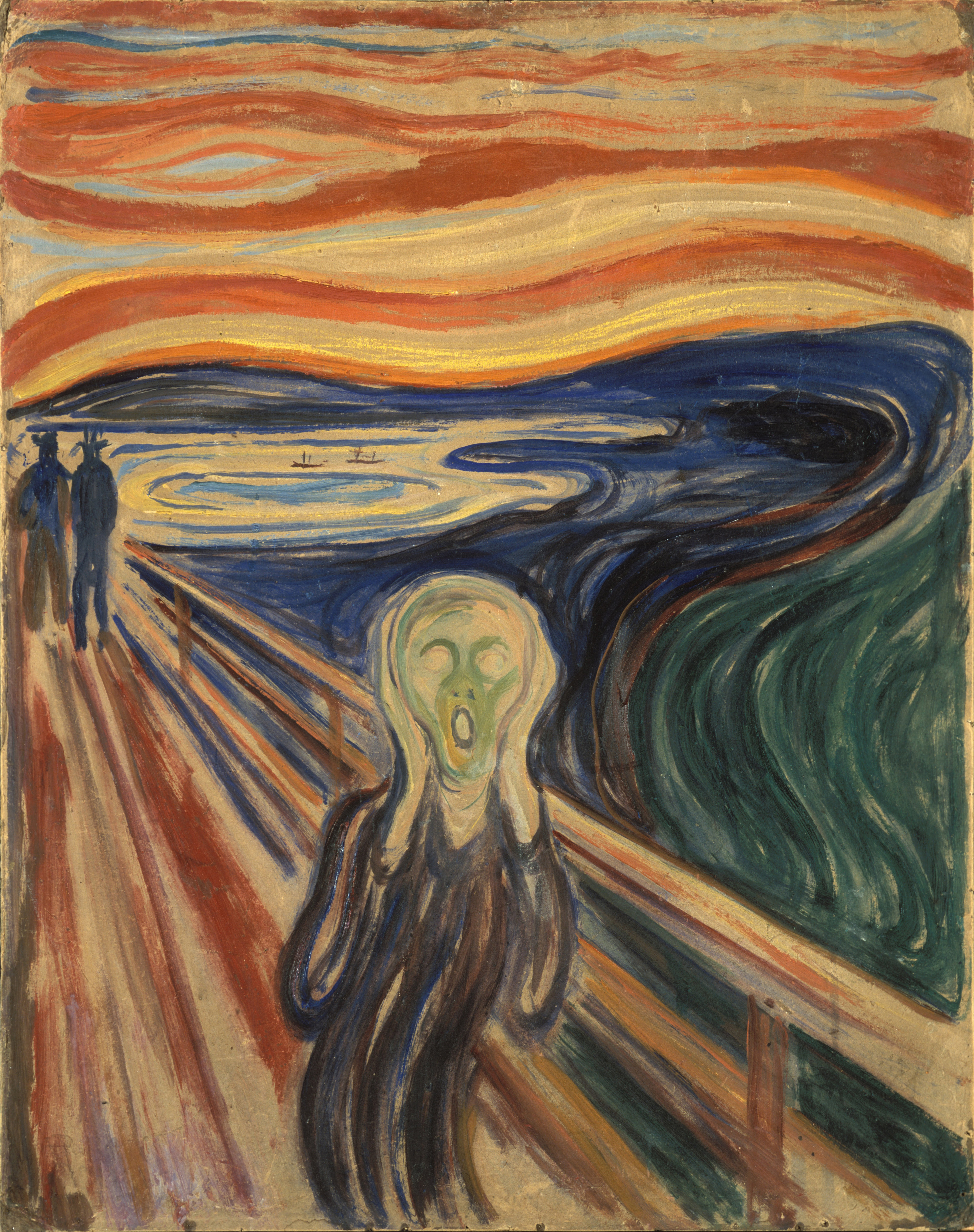
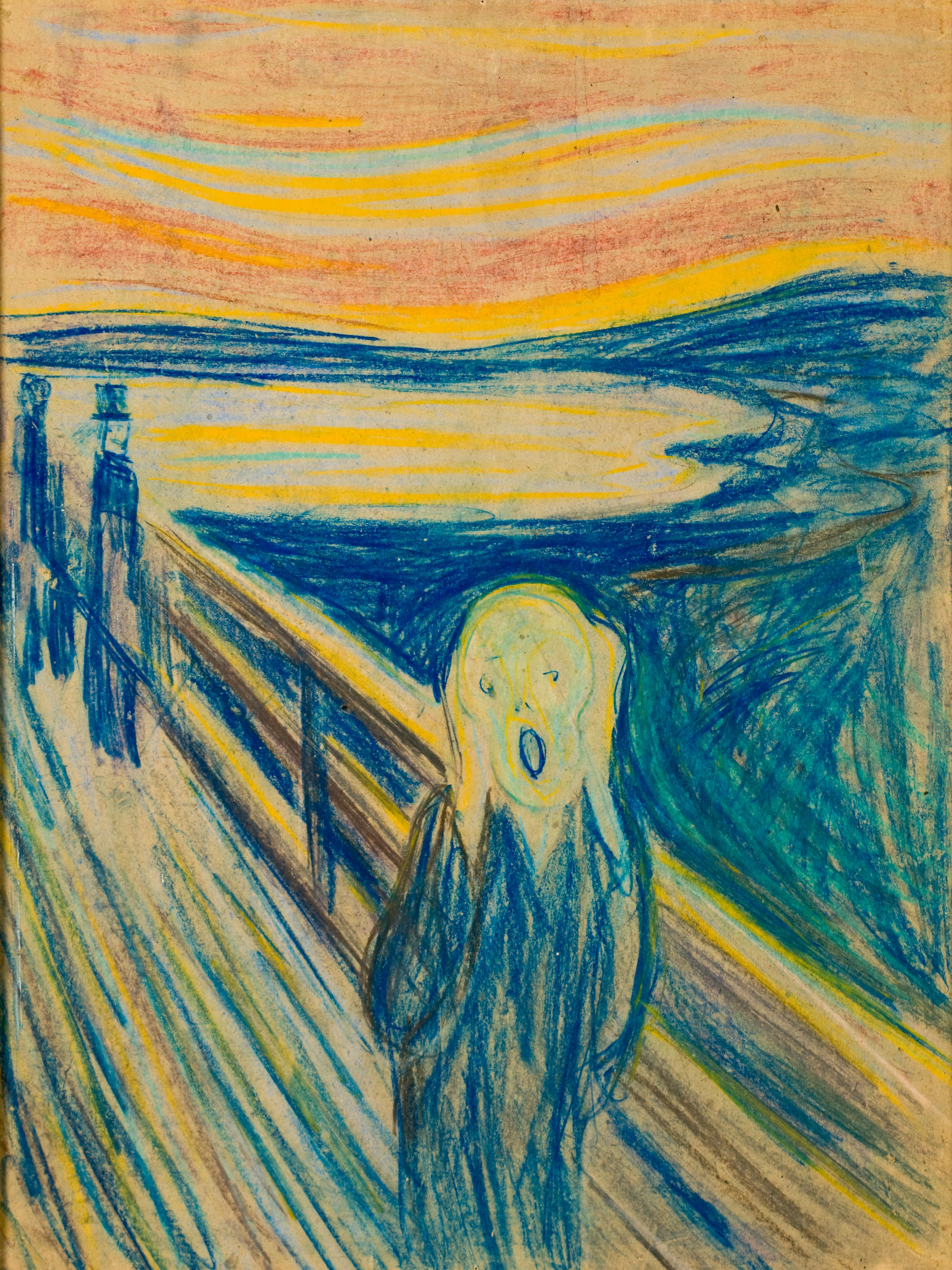
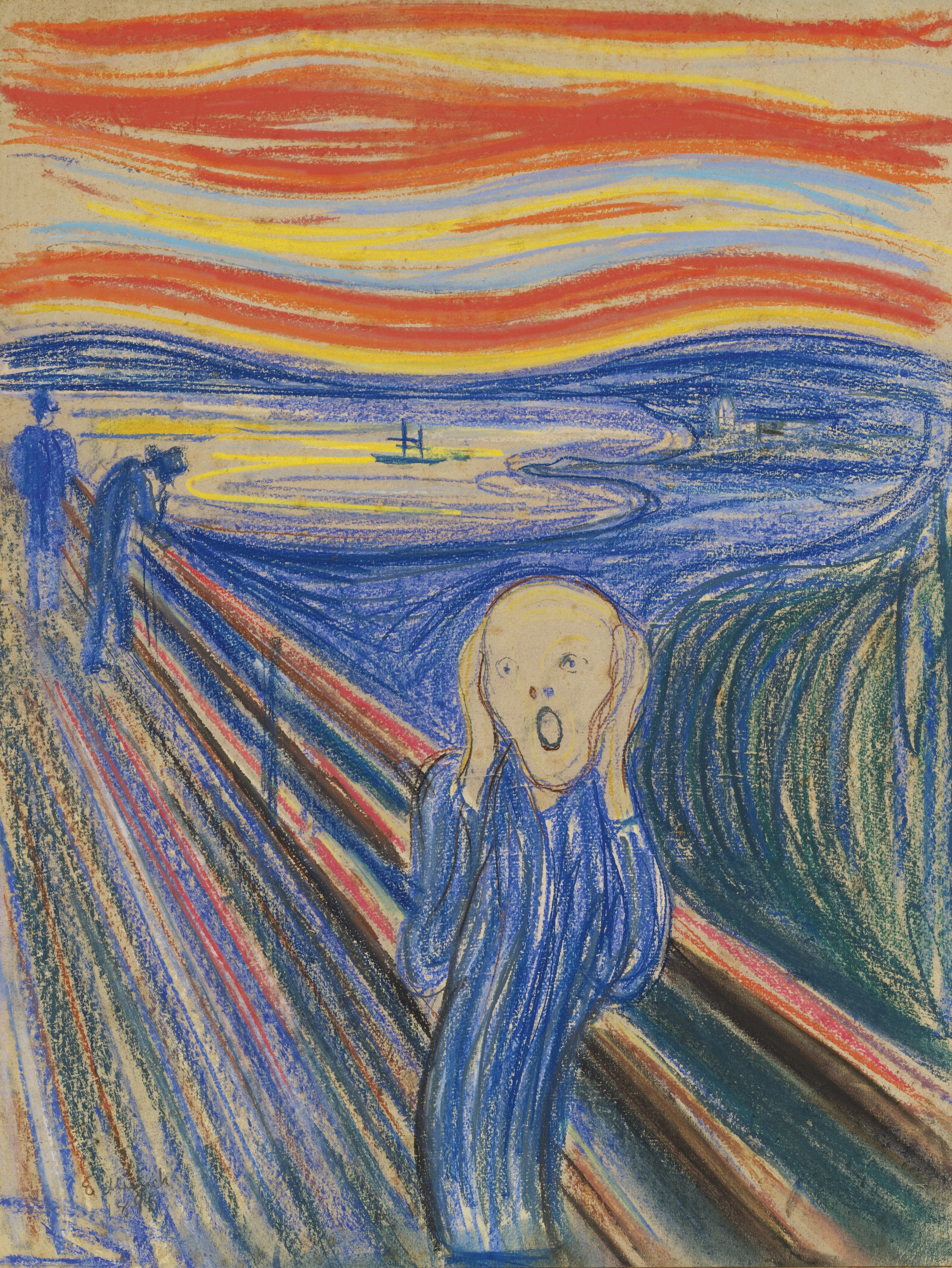